# هیلدیس‌وینی

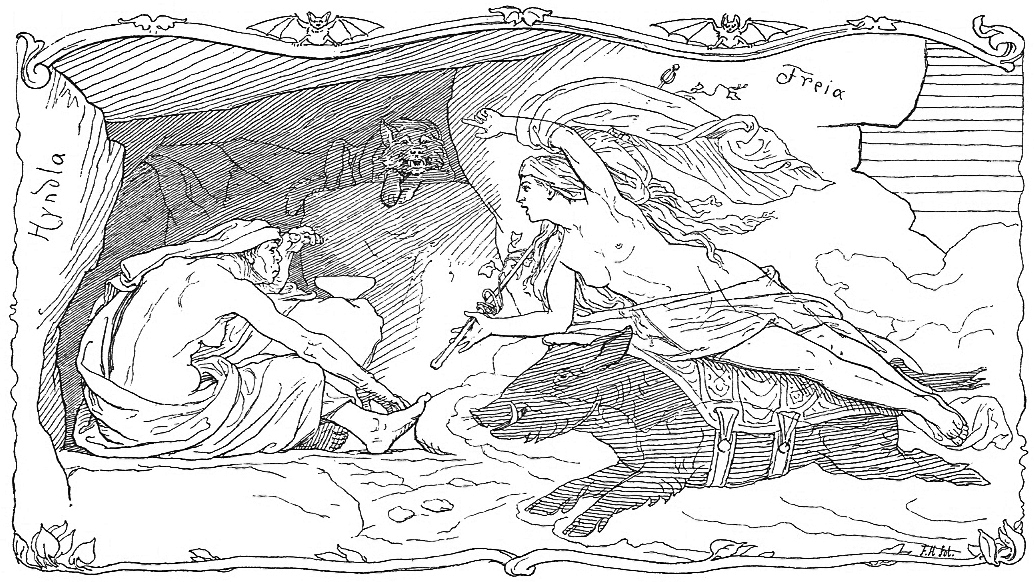
فریا سوار بر هیلدیس‌وینی در راه ملاقات هیندلا (۱۸۹۵)

هیلدیس‌وینی (به زبان نروژی باستان: Hildisvíni) (به معنی گراز جنگی) عنوان گراز فریا، ایزدبانوی عشق و شور جنسی در اسطوره‌شناسی اسکاندیناوی است که توسط دو دورف به نام‌های داوین و نبی ساخته شده بود و تنها در شعر «Hyndluljóð» به زبان نورس باستان، بخشی از مجموعه اشعار ادای منظوم تأیید شده است. این مخلوق به عنوان گراز زرین مو توصیف شده است، که این امر نشانهٔ ارتباط این حیوان با گولین‌بورستی، گراز برادرش فریر است.
اسنوری استورلوسون همچنین نام این گراز را برای کلاه‌خودی به کار برده است که در گنجینهٔ فرمانروای سوئد اِدیلز یافت شده بود. یافته شدن کلاه‌خود گراز شکل و صورت گراز شاید گویای آن است که پادشاهان از چنین ابزارهایی در پیوند با کیش فریا و برای دستیابی به پیروزی و توان پیشگویی بهره می‌بردند.